# Olympische Jugend-Sommerspiele 2018/Schwimmen
Bei den Olympischen Jugend-Sommerspielen 2018 in Buenos Aires wurden 36 Wettbewerbe im Schwimmen ausgetragen.
Die Wettbewerbe fanden vom 7. bis zum 12. Oktober im Youth Olympic Center statt.

## Jungen

### 50 m Freistil
| Platz | Land      | Athlet            | Zeit (s) |
| ----- | --------- | ----------------- | -------- |
| 1     | Italien   | Thomas Ceccon     | 22,33    |
| 2     | Russland  | Daniil Markow     | 22,37    |
| 3     | Ägypten   | Abdelrahman Sameh | 22,43    |
| 4     | Brasilien | André de Souza    | 22,57    |
| 5     | Schweden  | Björn Seeliger    | 22,77    |
| 6     | Rumänien  | George Rațiu      | 22,79    |
| 7     | Schweden  | Robin Hanson      | 22,96    |
| 8     | Armenien  | Artur Barseghjan  | 23,13    |

### 100 m Freistil
| Platz | Land        | Athlet          | Zeit (s) |
| ----- | ----------- | --------------- | -------- |
| 1     | Russland    | Andrei Minakow  | 49,23    |
| 2     | Polen       | Jakub Kraska    | 49,26    |
| 3     | Schweden    | Robin Hanson    | 49,52    |
| 4     | Brasilien   | André de Souza  | 49,86    |
| 5     | Südkorea    | Lee Yoo-yeon    | 50,10    |
| 6     | Deutschland | Rafael Miroslaw | 50,13    |
| 7     | China       | Hong Jinquan    | 50,35    |
| 8     | Brasilien   | Lucas Peixoto   | 50,43    |

### 200 m Freistil
| Platz | Land      | Athlet           | Zeit (min) |
| ----- | --------- | ---------------- | ---------- |
| 1     | Ungarn    | Kristóf Milák    | 1:47,73    |
| 2     | Schweden  | Robin Hanson     | 1:48,14    |
| 3     | Israel    | Denis Loktew     | 1:48,53    |
| 4     | Polen     | Jakub Kraska     | 1:48,65    |
| 5     | Japan     | Keisuke Yoshida  | 1:48,75    |
| 6     | Brasilien | Murilo Sartori   | 1:49,22    |
| 7     | Schweiz   | Antonio Djakovic | 1:49,74    |
| 8     | Südkorea  | Lee Yoo-yeon     | 1:50,39    |

### 400 m Freistil
| Platz | Land     | Athlet           | Zeit (min) |
| ----- | -------- | ---------------- | ---------- |
| 1     | Ungarn   | Kristóf Milák    | 3:48,08    |
| 2     | Italien  | Marco De Tullio  | 3:48,55    |
| 3     | Japan    | Keisuke Yoshida  | 3:48,68    |
| 4     | Vietnam  | Huy Hoang Nguyen | 3:48,85    |
| 5     | Ungarn   | Ákos Kalmár      | 3:51,56    |
| 6     | Israel   | Denis Loktev     | 3:52,12    |
| 7     | Schweiz  | Antonio Djakovic | 3:35,74    |
| 8     | Tunesien | Ahmed Hafnaoui   | 3:55,94    |

### 800 m Freistil
| Platz | Land       | Athlet             | Zeit (min) |
| ----- | ---------- | ------------------ | ---------- |
| 1     | Vietnam    | Nguyễn Huy Hoàng   | 7:50,20    |
| 2     | Japan      | Keisuke Yoshida    | 7:53,85    |
| 3     | Italien    | Marco De Tullio    | 7:55,81    |
| 4     | Ungarn     | Akos Kalmar        | 7:56,43    |
| 5     | Frankreich | Paul Beaugrand     | 8:01,93    |
| 6     | Italien    | Johannes Calloni   | 8:03,30    |
| 7     | Neuseeland | Zac Reid           | 8:05,27    |
| 8     | Spanien    | Julia Tous Ferrarn | 8:09,92    |

### 50 m Rücken
| Platz | Land        | Athlet              | Zeit (s) |
| ----- | ----------- | ------------------- | -------- |
| 1     | Russland    | Kliment Kolesnikow  | 24,40    |
| 2     | Italien     | Thomas Ceccon       | 25,27    |
| 3     | Norwegen    | Tomoe Zenimoto Hvas | 25,28    |
| 4     | China       | Wang Guanbin        | 25,83    |
| 5     | Australien  | Lewis Blackburn     | 25,99    |
| 6     | Niederlande | Kenzo Simons        | 26,26    |
| 7     | Mexiko      | Guillermo Cruz      | 26,56    |
| 8     | Ungarn      | Gábor Zombori       | 26,63    |

### 100 m Rücken
| Platz | Land       | Athlet                 | Zeit (s) |
| ----- | ---------- | ---------------------- | -------- |
| 1     | Russland   | Kliment Kolesnikow     | 53,26    |
| 2     | Rumänien   | Daniel Cristian Martin | 53,59    |
| 3     | Italien    | Thomas Ceccon          | 53,65    |
| 4     | China      | Wang Guanbin           | 55,33    |
| 5     | Spanien    | Manuel Martos          | 55,83    |
| 6     | Indien     | Srihari Nataraj        | 56,12    |
| 7     | Ungarn     | Gábor Zombori          | 56,21    |
| 8     | Australien | Lewis Blackburn        | 56,23    |

### 200 m Rücken
| Platz | Land               | Athlet                 | Zeit (min) |
| ----- | ------------------ | ---------------------- | ---------- |
| 1     | Russland           | Kliment Kolesnikow     | 1:56,14    |
| 2     | Rumänien           | Daniel Cristian Martin | 1:58,20    |
| 3     | Spanien            | Manuel Martos          | 1:59,37    |
| 4     | Vereinigte Staaten | Ethan Harder           | 1:59,79    |
| 5     | Chinesisch Taipeh  | Chuang Mu-lun          | 2:01,64    |
| 6     | Litauen            | Arijus Pavlidi         | 2:02,32    |
| 7     | Kolumbien          | Anthony Rincón         | 2:02,48    |
| 8     | Estland            | Ivan Štšeglov          | 2:02,63    |

### 50 m Brust
| Platz | Land        | Athlet                  | Zeit (s) |
| ----- | ----------- | ----------------------- | -------- |
| 1     | Südafrika   | Michael Houlie          | 27,51    |
| 2     | China       | Sun Jiajun              | 27,85    |
| 3     | Kanada      | Alexander Milanovich    | 27,87    |
| 4     | Japan       | Taku Taniguchi          | 28,20    |
| 5     | Brasilien   | Vitor Pinheiro de Souza | 28,24    |
| 6     | Russland    | Wladislaw Gerassimenko  | 28,36    |
| 7     | Niederlande | Caspar Corbeau          | 28,70    |
| 7     | Kirgisistan | Denis Petrashov         | 28,70    |

### 100 m Brust
| Platz | Land        | Athlet                 | Zeit (min) |
| ----- | ----------- | ---------------------- | ---------- |
| 1     | China       | Sun Jiajun             | 1:00,59    |
| 2     | Kirgisistan | Denis Petrashov        | 1:01,34    |
| 3     | Japan       | Yu Hanaguruma          | 1:01,40    |
| 4     | Japan       | Taku Taniguchi         | 1:01,62    |
| 5     | Südafrika   | Michael Houlie         | 1:01,70    |
| 6     | Niederlande | Caspar Corbeau         | 1:01,81    |
| 7     | Russland    | Wladislaw Gerassimenko | 1:02,43    |
| 8     | Polen       | Jan Kalusowski         | 1:02,69    |

### 200 m Brust
| Platz | Land         | Athlet              | Zeit (min) |
| ----- | ------------ | ------------------- | ---------- |
| 1     | Japan        | Yu Hanaguruma       | 2:11,63    |
| 2     | Griechenland | Savvas Thomoglou    | 2:13,62    |
| 3     | Polen        | Jan Kalusowski      | 2:13,72    |
| 4     | Niederlande  | Caspar Corbeau      | 2:14,28    |
| 5     | Japan        | Taku Taniguchi      | 2:15,21    |
| 6     | Slowenien    | Matija Moze         | 2:16,58    |
| 7     | Singapur     | Maximillian Wei Ang | 2:18,85    |
|       | Kirgisistan  | Denis Petrashov     | DSQ        |

### 50 m Schmetterling
| Platz | Land     | Athlet              | Zeit (s) |
| ----- | -------- | ------------------- | -------- |
| 1     | Russland | Andrei Minakow      | 23,62    |
| 2     | Norwegen | Tomoe Zenimoto Hvas | 23,63    |
| 2     | Russland | Daniil Markow       | 23,63    |
| 4     | Italien  | Thomas Ceccon       | 23,65    |
| 5     | China    | Shen Jiahao         | 23,83    |
| 6     | Ägypten  | Abdelrahman Sameh   | 24,07    |
| 7     | Ungarn   | Kristóf Milák       | 24,11    |
| 8     | Italien  | Federico Burdisso   | 24,25    |

### 100 m Schmetterling
| Platz | Land     | Athlet                 | Zeit (s) |
| ----- | -------- | ---------------------- | -------- |
| 1     | Russland | Andrei Minakow         | 51,12    |
| 2     | Ungarn   | Kristóf Milák          | 51,50    |
| 3     | Italien  | Federico Burdisso      | 52,42    |
| 4     | Japan    | Shinnosuke Ishikawa    | 52,52    |
| 5     | Ukraine  | Ihor Trojanowskyj      | 52,73    |
| 6     | Polen    | Jakub Majerski         | 52,95    |
| 7     | Rumänien | Daniel Cristian Martin | 53,00    |
| 8     | Schweiz  | Noè Ponti              | 53,56    |

### 200 m Schmetterling
| Platz | Land               | Athlet              | Zeit (s) |
| ----- | ------------------ | ------------------- | -------- |
| 1     | Ungarn             | Kristóf Milák       | 1:54,89  |
| 2     | Ukraine            | Denys Kesil         | 1:55,89  |
| 3     | Italien            | Federico Burdisso   | 1:57,16  |
| 4     | Chinesisch Taipeh  | Wang Kuan-hung      | 1:57,45  |
| 5     | Südkorea           | Park Jung-hun       | 1:58,67  |
| 6     | Japan              | Shinnosuke Ishikawa | 1:59,42  |
| 7     | Spanien            | Ferran Siré         | 2:01,88  |
| 8     | Vereinigte Staaten | Jake Johnson        | 2:02,10  |

### 200 m Lagen
| Platz | Land               | Athlet                | Zeit (min) |
| ----- | ------------------ | --------------------- | ---------- |
| 1     | Norwegen           | Tomoe Zenimoto Hvas   | 1:59,58 NR |
| 2     | Italien            | Thomas Ceccon         | 2:01,29    |
| 3     | Kanada             | Finlay Knox           | 2:01,91    |
| 4     | Israel             | Gal Cohen Groumi      | 2:02,41    |
| 5     | Algerien           | Moncef Aymen Balamane | 2:04,17    |
| 6     | Schweiz            | Noè Ponti             | 2:04,20    |
| 7     | Ungarn             | Gábor Zombori         | 2:05,19    |
| 8     | Vereinigte Staaten | Jake Johnson          | 2:05,39    |

### 4 × 100 m Freistil
| Platz | Land               | Athleten (Einzelzeit in s)                                                                             | Gesamtzeit (min) |
| ----- | ------------------ | --- | ---------------- |
| 1     | Russland           | Kliment Kolesnikow (48,04) Daniil Markow (49,58) Wladislaw Gerassimenko (51,56) Andrei Minakow (48,93) | 3:18,11          |
| 2     | Brasilien          | Murilo Sartori (50,55) Lucas Peixoto (49,70) André de Souza (48,87) Vitor Pinheiro de Souza (51,87)    | 3:20,99          |
| 3     | Italien            | Federico Burdisso (50,06) Thomas Ceccon (49,33) Marco De Tullio (50,84) Johannes Calloni (51,78)       | 3:22,01          |
| 4     | China              | Wang Guanbin (51,40) Shen Jiahao (50,52) Sun Jiajun (51,71) Hong Jinquan (50,40)                       | 3:24,03          |
| 5     | Australien         | Ashton Brinkworth (50,79) Lewis Blackburn (51,69) Joseph Jackson (50,89) Stuart Swinburn (51,32)       | 3:24,69          |
| 6     | Japan              | Keisuke Yoshida (52,14) Taku Taniguchi (51,15) Shinnosuke Ishikawa (52,22) Yu Hanaguruma (51,29)       | 3:26,80          |
| 7     | Vereinigte Staaten | Will Barao (53,14) Ethan Dang (52,80) Jake Johnson (52,56) Ethan Harder (51,85)                        | 3:30,35          |
| 8     | Südafrika          | Ethan du Preez (53,58) Hendrik Duvenhage (52,80) Gabriel Nortje (51,02) Michael Houlie (53,79)         | 3:31,19          |

### 4 × 100 m Lagen
| Platz | Land      | Athleten                                                               | Zeit (s)   |
| ----- | --------- | ---------------------------------------------------------------------- | ---------- |
| 1     | Russland  | Kliment Kolesnikow Wladislaw Gerassimenko Andrei Minakow Daniil Markow | 3:35,17 WJ |
| 2     | China     | Wang Guanbin Sun Jiajun Shen Jiahao Hong Jinquan                       | 3:38,65    |
| 3     | Polen     | Jakub Kraska Jan Kałusowski Jakub Majerski Bartłomiej Koziejko         | 3:41,51    |
| 4     | Ungarn    | Gábor Zombori Sebestyén Böhm Kristóf Milák Ákos Kalmár                 | 3:43,60    |
| 5     | Italien   | Johannes Calloni Thomas Ceccon Federico Burdisso Marco De Tullio       | 3:45,23    |
| 6     | Kanada    | Sebastian Somerset Alexander Milanovich Joshua Liendo Finlay Knox      | 3:45,45    |
| 7     | Südafrika | Hendrik Duvenhage Michael Houlie Ethan du Preez Gabriel Nortje         | 3:45,90    |
| 8     | Japan     | Keisuke Yoshida Yu Hanaguruma Shinnosuke Ishikawa Taku Taniguchi       | DSQ        |

## Mädchen

### 50 m Freistil
| Platz | Land               | Athletin                 | Zeit (s) |
| ----- | ------------------ | ------------------------ | -------- |
| 1     | Tschechien         | Barbora Seemanová        | 25.14    |
| 2     | Japan              | Mayuka Yamamoto          | 25.39    |
| 3     | China              | Yang Junxuan             | 25.47    |
| 3     | Slowenien          | Neža Klančar             | 25.47    |
| 5     | Irland             | Mona McSharry            | 25.54    |
| 6     | Bulgarien          | Diana Petkowa            | 25.56    |
| 7     | Vereinigte Staaten | Kate Douglass            | 25.83    |
| 8     | Russland           | Jelisaweta Klewanowitsch | 26.05    |

### 100 m Freistil
| Platz | Land       | Athletin                 | Zeit (s) |
| ----- | ---------- | ------------------------ | -------- |
| 1     | Tschechien | Barbora Seemanová        | 54.19 NR |
| 2     | China      | Yang Junxuan             | 54.43    |
| 3     | Slowenien  | Neža Klančar             | 54.55 NR |
| 4     | Japan      | Nagisa Ikemoto           | 55.37    |
| 5     | Australien | Abbey Webb               | 55.61    |
| 6     | Russland   | Jelisaweta Klewanowitsch | 55.68    |
| 7     | Israel     | Anastasia Gorbenko       | 55.88    |
| 8     | Kanada     | Kyla Leibel              | 56.16    |

### 200 m Freistil
| Platz | Land        | Athletin          | Zeit (min) |
| ----- | ----------- | ----------------- | ---------- |
| 1     | Ungarn      | Ajna Késely       | 1:57.88    |
| 2     | China       | Yang Junxuan      | 1:58.05    |
| 3     | Tschechien  | Barbora Seemanová | 1:58.25    |
| 4     | Deutschland | Julia Mrozinski   | 1:58.84    |
| 5     | Japan       | Nagisa Ikemoto    | 1:59.89    |
| 6     | Brasilien   | Rafaela Raurich   | 2:01.81    |
| 7     | Philippinen | Nicole Oliva      | 2:02.13    |
| 8     | Österreich  | Marlene Kahler    | 2:02.57    |

### 400 m Freistil
| Platz | Land               | Athletin            | Zeit (min) |
| ----- | ------------------ | ------------------- | ---------- |
| 1     | Ungarn             | Ajna Késely         | 4:07.14    |
| 2     | Argentinien        | Delfina Pignatiello | 4:10.40    |
| 3     | Österreich         | Marlene Kahler      | 4:12.48    |
| 4     | Südafrika          | Duné Coetzee        | 4:15.27    |
| 5     | Vereinigte Staaten | Kaitlynn Sims       | 4:15.53    |
| 6     | Philippinen        | Nicole Oliva        | 4:16.61    |
| 7     | Spanien            | Andrea Galisteo     | 4:16.91    |
| 8     | Argentinien        | Delfina Dini        | 4:19.25    |

### 800 m Freistil
| Platz | Land               | Athletin            | Zeit (min) |
| ----- | ------------------ | ------------------- | ---------- |
| 1     | Ungarn             | Ajna Késely         | 8:27.60    |
| 2     | Argentinien        | Delfina Pignatiello | 8:32.42    |
| 3     | Österreich         | Marlene Kahler      | 8:36.57    |
| 4     | Argentinien        | Delfina Dini        | 8:43.71    |
| 5     | Deutschland        | Celine Rieder       | 8:43.73    |
| 6     | Singapur           | Gan Ching Hwee      | 8:44.69    |
| 7     | Vereinigte Staaten | Kaitlynn Sims       | 8:46.40    |
| 8     | Kolumbien          | María Román         | 8:48.88    |

### 50 m Rücken
| Platz | Land               | Athletin          | Zeit (s) |
| ----- | ------------------ | ----------------- | -------- |
| 1     | Australien         | Kaylee McKeown    | 28,28    |
| 2     | Russland           | Darja Waskina     | 28,38    |
| 3     | Frankreich         | Lila Touili       | 28,78    |
| 4     | Vereinigte Staaten | Rhyan White       | 28,86    |
| 5     | Brasilien          | Fernanda de Goeij | 28,91    |
| 6     | Spanien            | Tamara Frías      | 29,01    |
| 7     | Kanada             | Madison Broad     | 29,12    |
| 8     | Kasachstan         | Diana Nazarova    | 29,55    |

### 100 m Rücken
| Platz | Land               | Athletin         | Zeit (min) |
| ----- | ------------------ | ---------------- | ---------- |
| 1     | Russland           | Darja Waskina    | 1:00,45    |
| 2     | Australien         | Kaylee McKeown   | 1:00,58    |
| 3     | Vereinigte Staaten | Rhyan White      | 1:00,60    |
| 4     | Russland           | Polina Jegorowa  | 1:01,25    |
| 5     | Kanada             | Madison Broad    | 1:01,37    |
| 6     | China              | Peng Xuwei       | 1:01,44    |
| 7     | Spanien            | Tamara Frías     | 1:01,93    |
| 8     | Moldau             | Tatiana Salcuțan | 1:02,20    |

### 200 m Rücken
| Platz | Land               | Athletin         | Zeit (min) |
| ----- | ------------------ | ---------------- | ---------- |
| 1     | Moldau             | Tatiana Salcuțan | 2:10.13    |
| 2     | Kanada             | Madison Broad    | 2:10.32    |
| 3     | Australien         | Kaylee McKeown   | 2:10.67    |
| 4     | Vereinigte Staaten | Rhyan White      | 2:10.95    |
| 5     | China              | Peng Xuwei       | 2:11.77    |
| 6     | Ungarn             | Laura Ilyés      | 2:13.05    |
| 7     | Spanien            | Tamara Frías     | 2:13.07    |
| 8     | Russland           | Polina Jegorowa  | 2:15.90    |

### 50 m Brust
| Platz | Land       | Athletin          | Zeit (s) |
| ----- | ---------- | ----------------- | -------- |
| 1     | Litauen    | Agnė Šeleikaitė   | 31.37    |
| 2     | Australien | Chelsea Hodges    | 31.42    |
| 3     | Slowenien  | Tina Čelik        | 31.75    |
| 4     | Irland     | Mona McSharry     | 31.96    |
| 5     | Irland     | Niamh Coyne       | 32.02    |
| 6     | Kanada     | Nina Kucheran     | 32.06    |
| 7     | Polen      | Weronika Hallmann | 32.17    |
| 8     | Kanada     | Avery Wiseman     | 32.79    |

### 100 m Brust
| Platz | Land     | Athletin             | Zeit (min) |
| ----- | -------- | -------------------- | ---------- |
| 1     | Russland | Anastassija Makarowa | 1:07.88    |
| 2     | Irland   | Niamh Coyne          | 1:08.90    |
| 3     | Litauen  | Kotryna Teterevkova  | 1:08.95    |
| 4     | Irland   | Mona McSharry        | 1:08.97    |
| 5     | Italien  | Anna Pirovano        | 1:09.16    |
| 6     | Schweden | Hannah Brunzell      | 1:09.20    |
| 7     | Litauen  | Agnė Šeleikaitė      | 1:09.40    |
| 8     | Japan    | Shiori Asaba         | 1:09.57    |

### 200 m Brust
| Platz | Land        | Athletin             | Zeit (min) |
| ----- | ----------- | -------------------- | ---------- |
| 1     | Japan       | Shiori Asaba         | 2:26.80    |
| 2     | Litauen     | Kotryna Teterevkova  | 2:28.18    |
| 3     | Südkorea    | Wang Hee-song        | 2:28.83    |
| 4     | China       | Zheng Muyan          | 2:28.99    |
| 5     | Spanien     | Alba Vázquez         | 2:29.01    |
| 6     | Russland    | Anastassija Makarowa | 2:29.03    |
| 7     | Südkorea    | Yun Eun-sol          | 2:30.33    |
| 8     | Deutschland | Anna Kroniger        | 2:30.93    |

### 50 m Schmetterling
| Platz | Land        | Athletin              | Zeit (s) |
| ----- | ----------- | --------------------- | -------- |
| 1     | Schweden    | Sara Junevik          | 26.40    |
| 2     | Belarus     | Anastassija Schkurdaj | 26.62    |
| 3     | Russland    | Polina Jegorowa       | 26.68    |
| 3     | Deutschland | Angelina Köhler       | 26.68    |
| 5     | Ecuador     | Anicka Delgado        | 26.80    |
| 6     | China       | Lin Xintong           | 27.10    |
| 7     | Japan       | Mayuka Yamamoto       | 27.17    |
| 8     | Slowakei    | Tamara Potocká        | 27.48    |

### 100 m Schmetterling
| Platz | Land        | Athletin              | Zeit (min) |
| ----- | ----------- | --------------------- | ---------- |
| 1     | Russland    | Polina Jegorowa       | 0:59.22    |
| 2     | Deutschland | Angelina Köhler       | 0:59.44    |
| 3     | Belarus     | Anastassija Schkurdaj | 0:59.76    |
| 4     | China       | Lin Xintong           | 1:00.35    |
| 5     | Schweden    | Sara Junevik          | 1:00.41    |
| 6     | Mexiko      | Miriam Guevara        | 1:00.90    |
| 7     | Hongkong    | Natalie Kan           | 1:01.21    |
| 8     | Türkei      | Aleyna Özkan          | 1:01.47    |

### 200 m Schmetterling
| Platz | Land       | Athletin             | Zeit (min) |
| ----- | ---------- | -------------------- | ---------- |
| 1     | Ungarn     | Blanka Berecz        | 2:10.37    |
| 2     | Südafrika  | Duné Coetzee         | 2:11.71    |
| 3     | Australien | Michaela Ryan        | 2:13.12    |
| 4     | Kolumbien  | María Román          | 2:13.17    |
| 5     | Finnland   | Laura Lahtinen       | 2:13.51    |
| 6     | Brasilien  | Maria Pessanha       | 2:14.56    |
| 7     | Indonesien | Adinda Larasati Dewi | 2:15.23    |
| 8     | Indonesien | Azzahra Permatahani  | 2:17.03    |

### 200 m Lagen
| Platz | Land               | Athlet             | Zeit (min) |
| ----- | ------------------ | ------------------ | ---------- |
| 1     | Israel             | Anastasia Gorbenko | 2:12,88    |
| 2     | Serbien            | Anja Crevar        | 2:13,98    |
| 3     | Frankreich         | Cyrielle Duhamel   | 2:14,15    |
| 4     | Japan              | Miku Kojima        | 2:15,09    |
| 5     | Slowenien          | Neža Klančar       | 2:15,12    |
| 6     | Vereinigte Staaten | Kate Douglass      | 2:15,29    |
| 7     | Australien         | Kaylee McKeown     | 2:15,65    |
| 8     | Italien            | Anna Pirovano      | 2:16,07    |

### 4 × 100 m Freistil
| Platz | Land               | Athletinnen                                                                 | Zeit (min) |
| ----- | ------------------ | --------------------------------------------------------------------------- | ---------- |
| 1     | Russland           | Jelisaweta Klewanowitsch Anastassija Makarowa Darja Waskina Polina Jegorowa | 3:45.26    |
| 2     | Brasilien          | Rafaela Raurich Ana Vieira Maria Pessanha Fernanda de Goeij                 | 3:47.20    |
| 3     | Japan              | Miku Kojima Mayuka Yamamoto Nagisa Ikemoto Shiori Asaba                     | 3:49.27    |
| 4     | China              | Yang Junxuan Peng Xuwei Zheng Muyan Lin Xintong                             | 3:53.19    |
| 5     | Vereinigte Staaten | Kate Douglass Rhyan White Maddie Donohoe Kaitlynn Sims                      | 3:53.32    |
| 6     | Südafrika          | Duné Coetzee Christin Mundell Kate Beavon Mariella Venter                   | 3:57.40    |
|       | Australien         |                                                                             | DNS        |

### 4 × 100 m Lagen
| Platz | Land               | Athletinnen                                                                 | Zeit (min) |
| ----- | ------------------ | --------------------------------------------------------------------------- | ---------- |
| 1     | China              | Peng Xuwei Zheng Muyan Lin Xintong Yang Junxuan                             | 4:05.18    |
| 2     | Australien         | Kaylee McKeown Chelsea Hodges Michaela Ryan Abbey Webb                      | 4:05.46    |
| 3     | Russland           | Darja Waskina Anastassija Makarowa Polina Jegorowa Jelisaweta Klewanowitsch | 4:06.07    |
| 4     | Brasilien          | Fernanda de Goeij Ana Vieira Maria Pessanha Rafaela Raurich                 | 4:10.93    |
| 5     | Vereinigte Staaten | Rhyan White Kate Douglass Kaitlynn Sims Maddie Donohoe                      | 4:16.79    |
| 6     | Südafrika          | Mariella Venter Christin Mundell Duné Coetzee Kate Beavon                   | 4:17.78    |
| 7     | Kanada             | Madison Broad Nina Kucheran Avery Wiseman Kyla Leibel                       | DSQ        |

## Mixed-Wettbewerbe

### 4 × 100 m Freistil
| Platz | Land        | Athleten                                                                                    | Zeit (min) |
| ----- | ----------- | ------------------------------------------------------------------------------------------- | ---------- |
| 1     | Russland    | Kliment Kolesnikow Andrei Minakow Polina Jegorowa Jelisaweta Klewanowitsch                  | 3:28,50    |
| 2     | Brasilien   | Lucas Martins Costa Peixoto Ana Vieira Andre Luiz Calvelo de Souza Rafaela Trevisan Raurich | 3:30,13    |
| 3     | China       | Shen Jiahao Hong Jinquan Lin Xintong Yang Junxuan                                           | 3:30,45    |
| 4     | Deutschland | Rafael Miroslaw Luca Nik Armbruster Angelina Köhler Julia Mrozinski                         | 3:33,03    |
| 5     | Polen       | Jakub Kraska Jakub Majerski Kornelia Fiedkiewicz Aleksandra Knop                            | 3:33,08    |
| 6     | Australien  | Ashton Brinkworth Joseph Jackson Michaela Ryan Abbey Webb                                   | 3:34,03    |
| 7     | Japan       | Keisuke Yoshida Taku Taniguchi Mayuka Yamamoto Nagisa Ikemoto                               | 3:34,18    |
|       | Israel      | Denis Loktev Gal Cohen Groumi Lea Polonsky Anastasia Gorbenko                               | DSQ        |

### 4 × 100 m Lagen
| Platz | Land               | Athleten                                                                         | Zeit (min) |
| ----- | ------------------ | -------------------------------------------------------------------------------- | ---------- |
| 1     | China              | Wang Guanbin Sun Jiajun Lin Xintong Yang Junxuan                                 | 3:49.79    |
| 2     | Russland           | Polina Jegorowa Anastassija Makarowa Andrei Minakow Kliment Kolesnikow           | 3:51.46    |
| 3     | Japan              | Miku Kojima Taku Taniguchi Shinnosuke Ishikawa Nagisa Ikemoto                    | 3:51.74    |
| 4     | Norwegen           | Ingeborg Løyning André Klippenberg Grindheim Tomoe Zenimoto Hvas Malene Rypestøl | 3:56.75    |
| 5     | Vereinigte Staaten | Rhyan White Ethan Dang Jake Johnson Kate Douglass                                | 3:56.81    |
| 6     | Frankreich         | Lila Touili Clara Basso-Bert Sergueï Comte Jean-Marc Delices                     | 3:57.25    |
| 7     | Kanada             | Madison Broad Alexander Milanovich Joshua Liendo Kyla Leibel                     | 3:57.32    |
| 8     | Deutschland        | Julia Mrozinski Anna Kroniger Luca Armbruster Rafael Miroslaw                    | 3:57.88    |

## Medaillenspiegel
|       | Medaillenspiegel   | Medaillenspiegel | Medaillenspiegel | Medaillenspiegel | Medaillenspiegel |
| Platz | Land               | G                | S                | B                | Gesamt           |
| ----- | ------------------ | ---------------- | ---------------- | ---------------- | ---------------- |
| 1     | Russland           | 13               | 4                | 2                | 19               |
| 2     | Ungarn             | 7                | 1                | –                | 8                |
| 3     | China              | 3                | 4                | 2                | 9                |
| 4     | Japan              | 2                | 2                | 4                | 8                |
| 5     | Tschechien         | 2                | –                | 1                | 3                |
| 6     | Italien            | 1                | 3                | 5                | 9                |
| 7     | Australien         | 1                | 3                | 2                | 6                |
| 8     | Litauen            | 1                | 1                | 1                | 3                |
| 8     | Norwegen           | 1                | 1                | 1                | 3                |
| 8     | Schweden           | 1                | 1                | 1                | 3                |
| 11    | Südafrika          | 1                | 1                | –                | 2                |
| 12    | Israel             | 1                | –                | 1                | 2                |
| 13    | Moldau             | 1                | –                | –                | 1                |
| 13    | Vietnam            | 1                | –                | –                | 1                |
| 15    | Brasilien          | –                | 3                | –                | 3                |
| 16    | Argentinien        | –                | 2                | –                | 2                |
| 16    | Rumänien           | –                | 2                | –                | 2                |
| 18    | Kanada             | –                | 1                | 2                | 3                |
| 18    | Polen              | –                | 1                | 2                | 3                |
| 20    | Belarus            | –                | 1                | 1                | 2                |
| 20    | Deutschland        | –                | 1                | 1                | 2                |
| 22    | Griechenland       | –                | 1                | –                | 1                |
| 22    | Irland             | –                | 1                | –                | 1                |
| 22    | Kirgisistan        | –                | 1                | –                | 1                |
| 22    | Serbien            | –                | 1                | –                | 1                |
| 22    | Ukraine            | –                | 1                | –                | 1                |
| 27    | Slowenien          | –                | –                | 3                | 3                |
| 28    | Österreich         | –                | –                | 2                | 2                |
| 28    | Frankreich         | –                | –                | 2                | 2                |
| 30    | Ägypten            | –                | –                | 1                | 1                |
| 30    | Südkorea           | –                | –                | 1                | 1                |
| 30    | Spanien            | –                | –                | 1                | 1                |
| 30    | Vereinigte Staaten | –                | –                | 1                | 1                |
| Total | Total              | 36               | 37               | 37               | 110              |